# The Black Phone
The Black Phone (conocida como El teléfono negro en Hispanoamérica) es una película estadounidense de terror sobrenatural dirigida por Scott Derrickson y escrita por Derrickson y C. Robert Cargill, quienes también produjeron junto a Jason Blum. Es una adaptación del relato corto del mismo nombre escrito por Joe Hill en 2005. La película cuenta con la participación de Mason Thames, Madeleine McGraw, Jeremy Davies, James Ransone, Miguel Cazarez Mora, Shalyn Johnson, Ethan Hawke, Tristan Pravong, Jacob Moran, Brady Hepner y Banks Repeta. En la historia, un adolescente secuestrado (interpretado por Thames) utiliza un teléfono misterioso para comunicarse con las víctimas anteriores de su perturbado captor (interpretado por Hawke).
En enero de 2020, Derrickson anunció su salida de la dirección de Doctor Strange en el multiverso de la locura debido a diferencias creativas con Marvel Studios. Como resultado, decidió asociarse con Cargill para realizar The Black Phone. El largometraje se anunció en octubre de 2020 y el rodaje comenzó en febrero de 2021.
The Black Phone tuvo su estreno mundial en el Fantastic Fest el 25 de septiembre de 2021. Estaba previsto que Universal Pictures estrenase la película en cines el 4 de febrero de 2022, pero debido a falta de tiempo acabó siendo atrasada al 24 de junio de 2022. La película recibió críticas generalmente positivas, con elogios por su fidelidad al material original, la dirección de Derrickson y la actuación de Hawke.

## Argumento
En 1978, un secuestrador de niños en serie apodado "The Grabber" merodea por las calles de un suburbio de Denver (Colorado). Los hermanos Finney y Gwendolyn "Gwen" Blake viven en los alrededores con su padre, viudo y alcohólico, que los maltrata. En la escuela, Finney es un niño de 13 años, tímido aunque bastante inteligente, que es constantemente acosado. Entabla amistad con otro niño, Robin, quien se defiende de los matones y alienta a su amigo a defenderse. Otro de los amigos de Finney, Bruce, termina siendo secuestrado por The Grabber. Gwen, que tiene una personalidad sensible y tiene sueños premonitorios (al igual que le sucedía a su madre, la cual terminó suicidándose por diversos motivos siendo uno de ellos ese), sueña con el secuestro de Bruce. Los detectives Wright y Miller, curiosos por saber cómo sabe Gwen tantos detalles del secuestro y que nunca revelaron públicamente, entrevistan a Gwen, pero luchan por creer en sus afirmaciones. Mientras tanto, Robin es secuestrado por "El Raptor".
Días después, mientras camina hacia su casa, Finney se encuentra con The Grabber, desconociendo sus intenciones, y mientras cruzan unas palabras, es secuestrado. Se despierta en un pequeño sótano insonorizado donde de nada sirven sus gritos, siendo aterrorizado por The Grabber, que usa una máscara. En el sótano en principio hay un colchón y un "teléfono negro" aparentemente desconectado que "El Raptor" dice que no funciona. Más tarde, el teléfono empieza a sonar, siendo escuchado por Finney, el cual responde. Su amigo Bruce le habla, incapaz de recordar su propio nombre o lo que hizo cuando estaba vivo. Le cuenta a Finney sobre la existencia de una baldosa que puede quitar con facilidad y cavar un túnel por el que escapar, y que el no terminó de conseguirlo; además, constantemente le recuerda lo fuerte que es su brazo.
La constante búsqueda policial de Finney no tiene éxito. The Grabber le trae algo de comida a Finney y deja la puerta del sótano abierta con intenciones. Finney se prepara para escabullirse, pero otro chico, de nombre Billy, lo detiene por teléfono y le explica que este es el juego del "Niño Travieso" del que The Grabber quiere que Finney participe, esperándolo arriba para castigarlo si se atreve a salir de su prisión. Billy le indica que use un cable que había encontrado para salir por la ventana del sótano. Encuentra el cable y tras alguna artimaña consigue atarlo a la ventana. Mientras sube, los barrotes de la ventana se terminan rompiendo, por lo que se acaban los intentos para escapar por dicha salida. Mientras tanto, Gwen sueña que secuestran a Billy y le cuenta a su padre lo que está sucediendo.
Los agentes Wright y Miller hablan con un excéntrico hombre llamado Max, que vive en las cercanías con su hermano y que también está interesado en localizar a The Grabber. Con un movimiento de la cámara, se revela que Finney está retenido en el sótano de Max, y que él desconoce, así como que "El Raptor" es su hermano. Después de un inquietante encuentro con The Grabber, Finney habla por teléfono con otra de sus víctimas, Griffin. Este le explica a Finney que después de secuestrarlo, The Grabber utilizó el candado de su bicicleta para trabar la puerta de su casa. Finney encuentra la combinación del candado, que Griffin había escrito en la pared para no olvidarla, y éste le informa que "El Raptor" está en ese momento dormido. Finney sube sigilosamente las escaleras y abre la puerta con la combinación. Luego huye, ya que el perro de The Grabber alerta a su dueño sobre su fuga. Finney se encuentra corriendo por la calle, pero es nuevamente capturado por The Grabber, que le advierte de no pedir ayuda bajo amenaza de matarle.
Abatido por su fallido intento de fuga, Finney contesta de nuevo al teléfono para escuchar a otra víctima, un gruñón bastante agresivo de nombre Vance a quien Finney tenía miedo. Vance le informa a Finney de un agujero en la pared que da a un refrigerador y por el que puede escapar. Finney consigue hacer el agujero con la tapa del inodoro solo para descubrir que se conecta al refrigerador, al que desmantela con cierta pericia, para encontrar trozos de carne congelada, aunque al apartarla y hacer espacio sólo llega a golpear la puerta, que no puede abrir porque está fuertemente cerrada por fuera. Mientras Finney está completamente desanimado por este nuevo fallido intento, el teléfono suena una vez más. El que contesta es su amigo Robin, que consuela a Finney y lo alienta a que finalmente se levante y luche por sí mismo con las armas que tiene. Así, le indica que quite el auricular del teléfono y lo llene con la tierra que había desenterrado para usarla como arma, ensayando un estratégico movimiento para golpear fuertemente al secuestrador.
En su casa, Gwen sueña con el secuestro de Vance y le es revelada la casa de The Grabber. Mientras va en bicicleta, choca con los cinco niños secuestrados y asesinados, encontrando la casa del sueño. Luego de esto contacta a los agentes Wright y Miller. Asimismo, Max se da cuenta de que Finney está retenido en su propia casa y corre al sótano para liberarlo, con tan mala suerte de que es descubierto por su hermano, que de un certero hachazo en la cabeza lo mata. La policía se apresura a ir a la casa siguiendo las indicaciones de Gwen, pero casualmente la encuentran abandonada. Cuando están a punto de desistir, hallan una portezuela escondida que les lleva al sótano, donde encuentran los cuerpos enterrados de las anteriores víctimas de The Grabber. En la casa donde está Finney, The Grabber lo persigue, junto a su perro Sanson, a quien previamente había atado en la puerta para evitar que el chico pudiera escapar. El psicótico ataca a Finney con un hacha, pero Finney logra atrapar a The Grabber en el agujero que cavó y rodearlo con el cable que otro de los chicos asesinados le reveló. Cuando suena el teléfono, los fantasmas de los niños se burlan de The Grabber antes de que Finney le rompa el cuello con "el fuerte brazo" que Bruce le dijo que tenía, matándolo. Distrae al perro con un trozo de carne del congelador y sale de la casa, reuniéndose con Gwen. Los hermanos se consuelan mutuamente y se reúnen con su padre, quien se disculpa por el mal trato que les ha dado. Pasa un tiempo y Finney está de nuevo de vuelta a la escuela, donde es tratado con respeto. Se observa a un Finney confiado que se sienta junto a su enamorada en clase, para decirle que a partir de ahora lo llame simplemente "Finn".

## Reparto
- Mason Thames como Finney Blake: el hermano de Gwen y el hijo del Sr. Blake.
- Madeleine McGraw como Gwendolyn "Gwen" Blake: la hermana de Finney e hija del Sr. Blake.
- Ethan Hawke como Albert Russell / The Grabber: un secuestrador de niños y asesino en serie
- Jeremy Davies como Terrence Blake: el padre alcohólico de Finney y Gwen.
- James Ransone como Maxwell “Max” Russell: el hermano de Albert.
- E. Roger Mitchell como el detective Wright
- Troy Rudeseal como el Detective Miller
- Miguel Cazarez Mora como Robin Arellano.
- J. Gaven Wilde como Moose
- Spencer Fitzgerald como Buzz
- Jordan Isaiah White como Matty
- Brady Ryan como Matt
- Rebecca Clarke como Donna
- Tristan Pravong como Bruce F. Yamada
- Jacob Moran como Billy Showalter
- Brady Hepner como Vance Hopper
- Banks Repeta como Griffin Stagg
- Parrish Stikeleather como Mister Hopkins

## Producción

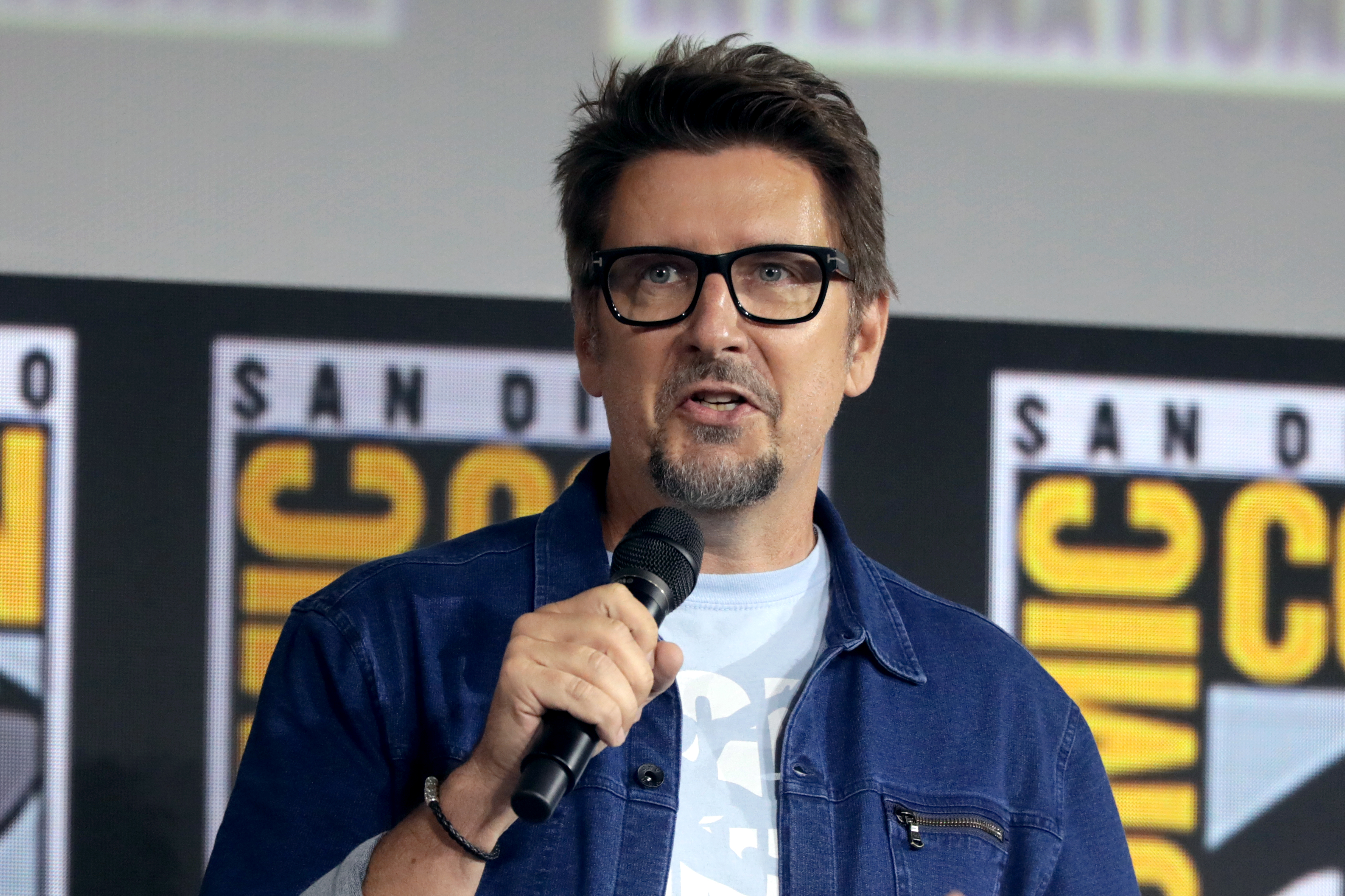
El director Scott Derrickson

Scott Derrickson se encontraba trabajando con Marvel Studios en la secuela de Doctor Strange en el multiverso de la locura cuando decidió realizar The Black Phone con su frecuente colaborador C. Robert Cargill. Dados los compromisos de Derrickson con Marvel, Cargill comenzó a buscar a otros cineastas para dirigir el proyecto. Como resultado, Derrickson le pidió a Cargill que pospusiera The Black Phone hasta que estuviera disponible para dirigir; Cargill aceptó y prometió esperar. Poco después, Derrickson se enfrentó con Marvel por diferencias creativas y se marchó en enero de 2020, con lo que pasó a trabajar en The Black Phone.
En octubre de 2020, se informó de que Derrickson dirigiría una adaptación del cuento The Black Phone, de Joe Hill, para Blumhouse Productions, a partir de un guion coescrito por Derrickson y Cargill, con Mason Thames y Madeleine McGraw como protagonistas. En enero de 2021, Jeremy Davies y Ethan Hawke fueron elegidos para papeles no revelados. El rodaje de The Black Phone comenzó el 9 de febrero de 2021 en las instalaciones de EUE/Screen Gems en Wilmington, Carolina del Norte, y en los alrededores de los condados de New Hanover, Brunswick y Columbus, bajo el título provisional de ''Static''. Al mes siguiente, James Ransone se unió al reparto, y el rodaje concluyó el 27 de marzo del mismo año.

#### Máscaras
El diseño de las máscaras de The Grabber se convirtió en un objetivo central, en parte porque Blumhouse Productions planeaba mostrarlas en anuncios de la película. Aunque el guion detallaba un prototipo de dos máscaras de cuero desgastadas, pintadas con un diablo sonriente y otro ceñudo, este concepto evolucionó cuando Derrickson propuso añadir una máscara sin boca. Transmiten desesperación, alegría y nihilidad de forma exagerada, evocando las máscaras trágico-cómicas del teatro griego antiguo. El productor de Derrickson y Blumhouse, Ryan Turek, solicitó a cinco empresas de efectos visuales la fabricación de las máscaras, entre ellas Callosum Studios, un estudio con sede en Pittsburgh fundado por los maquilladores protésicos Jason Baker y Tom Savini. De las ilustraciones presentadas, la de Callosum era la que más se asemejaba a la visión de los productores. Savini y Baker fueron contratados para encargarse de la creación de hasta 30 máscaras para gags, acrobacias, escenas específicas y mitigación de la pandemia, en un proceso que duró un mes. La aprobación de los bocetos tomó alrededor de dos semanas, seguida de la construcción de las piezas en aproximadamente uno o dos días. Los cineastas se basaron en diversos materiales de referencia, entre ellos máscaras de cerámica, máscaras de circo, muñecas antiguas, Coney Island Barker de William Hickey, la película de terror Mr. Sardonicus (1961), y la sonrisa exagerada de Gwynplaine de Conrad Veidt en la película muda El hombre que ríe (1928).
Derrickson imaginó la máscara sin boca después de que contrataran a Hawke, ya que quería que el rostro del actor se mostrara parcialmente en algunos de The Black Phone. Desarrolló el diseño aún más al imaginar escenarios que examinaban las motivaciones de The Grabber, su elección de máscaras en las interacciones con Finney, etcétera. El concepto completamente realizado surgió de los bocetos originales de Savini, momento en el que los realizadores comenzaron a contemplar la edad, la consistencia y la aplicación de cada máscara. Construyeron las piezas a partir de moldeos de máscaras de vida adquiridas del rostro de Hawke, una tarea complicada por la pandemia de COVID-19. Callosum dirigió las sesiones de casting facial en la oficina en casa de Hawke en Nueva York porque el actor no se sentía cómodo viajando. Luego esculpieron máscaras en su estudio de Pittsburgh antes de regresar a Nueva York para realizar pruebas de ajuste. Las piezas terminadas se crearon con una mezcla de fibra de vidrio y resina, revestida con fieltro y relleno de espuma. Además, los cineastas construyeron réplicas para las acrobacias con caucho ligero y látex.

## Marketing

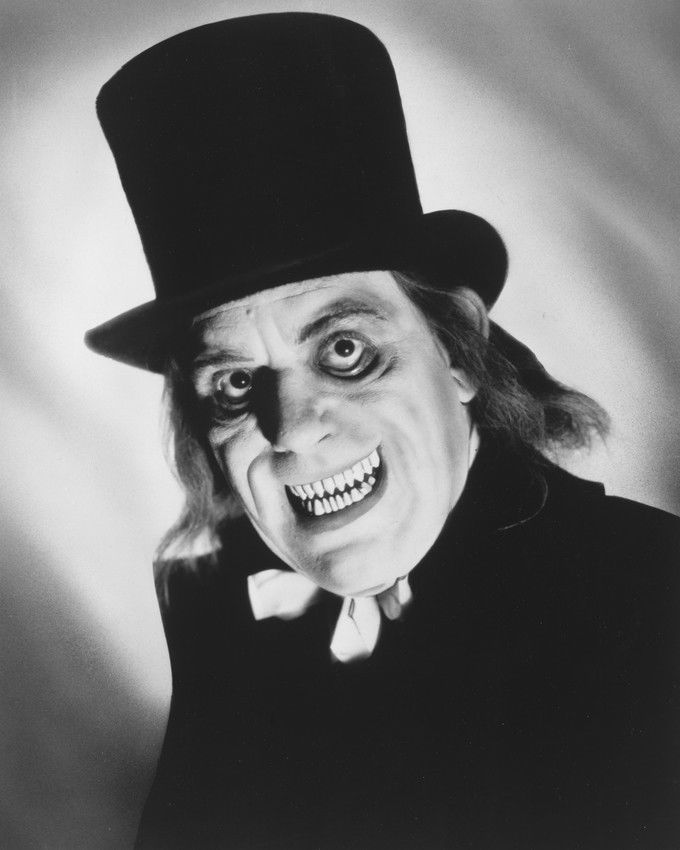
El póster de la película muestra una máscara inquietante que fue comparada con el personaje de Lon Chaney en London After Midnight (1927).

La campaña de marketing llevada adelante por Universal Pictures para The Black Phone comenzó el 25 de agosto de 2021, cuando se proyectó un tráiler de la película en la CinemaCon. En su análisis, Variety describió el tráiler como "más aterrador que la variante delta de COVID-19", con Derrickson "flexionando plenamente en su zona de confort tras dejar el terror de bajo presupuesto", y dijo que la mezcla de "crímenes impensables" y "elementos paranormales" de la película podría establecer "la próxima posible franquicia para Universal y Blumhouse." Screen Rant señaló que la reacción del público al tráiler fue "intensa".
El 25 de septiembre de 2021, se publicó un póster en el que se muestra al antagonista de la película con la cara pintada de blanco y una máscara con el lema "nunca hables con extraños". Mientras que Screen Rant lo encontró "aterrador" y afirmó que sería "interesante ver si la película está a la altura de las expectativas", Collider señaló que la máscara del póster evocaba al personaje de Lon Chaney en London After Midnight.

## Estreno
The Black Phone tuvo su estreno mundial en el Fantastic Fest el 25 de septiembre de 2021. Fue estrenada en cines a través de Universal Pictures el 4 de febrero de 2022. En un principio, su estreno estaba previsto para el 28 de enero.

## Recepción
Después de su presentación en el Fantastic Fest, Screen Rant afirmó que las valoraciones de la película eran en general positivas, con críticas por su formato repetitivo y "el número de sustos", pero con elogios por su fidelidad al material original, la dirección de Derrickson y la actuación de Hawke. En el sitio web Rotten Tomatoes el 83% de las 253 reseñas son positivas, con una calificación promedio de 7,1/10.